# Ашгабат
Ашгаба́т (туркм. Aşgabat; до 1919 — Асхабад, у 1919—1927 — Полторацьк, у 1927—1992 — Ашхабад) — столиця Туркменістану.
Населення 909 тис. мешканців (2020).
Засноване у 1881 році. Після руйнівного землетрусу 1948 року відбудоване заново.

## Географія
Розташоване біля підніжжя хребта Копетдаг в Ашгабадські оазі, за 40 км від кордону Туркменістану з Іраном.

### Клімат
| Клімат Ашхабада          | Клімат Ашхабада | Клімат Ашхабада | Клімат Ашхабада | Клімат Ашхабада | Клімат Ашхабада | Клімат Ашхабада | Клімат Ашхабада | Клімат Ашхабада | Клімат Ашхабада | Клімат Ашхабада | Клімат Ашхабада | Клімат Ашхабада | Клімат Ашхабада |
| Показник                 | Січ.            | Лют.            | Бер.            | Квіт.           | Трав.           | Черв.           | Лип.            | Серп.           | Вер.            | Жовт.           | Лист.           | Груд.           | Рік             |
| Абсолютний максимум, °C  | 28,7            | 32,6            | 38,6            | 39,4            | 44,5            | 46,7            | 45,5            | 45,6            | 45,6            | 40,1            | 37              | 33,1            | 46,7            |
| Середній максимум, °C    | 8,6             | 11,2            | 16,5            | 24,1            | 30,1            | 36,0            | 38,3            | 37,2            | 31,7            | 24,3            | 16,8            | 10,4            | 23,8            |
| Середня температура, °C  | 3,5             | 5,5             | 10,4            | 17,4            | 23,3            | 29,0            | 31,3            | 29,6            | 23,6            | 16,5            | 10,2            | 5,1             | 17,1            |
| Середній мінімум, °C     | −0,4            | 1,0             | 5,5             | 11,6            | 16,6            | 21,5            | 23,8            | 21,7            | 16,1            | 10,1            | 5,2             | 1,2             | 11,2            |
| Абсолютний мінімум, °C   | −24,1           | −20,8           | −13,3           | −0,8            | 0,2             | 9,2             | 10,4            | 9,5             | 2               | −5,1            | −13,1           | −16             | −24,1           |
| Норма опадів, мм         | 22              | 27              | 39              | 44              | 28              | 4               | 3               | 1               | 4               | 14              | 28              | 21              | 225             |
| ------------------------ | --------------- | --------------- | --------------- | --------------- | --------------- | --------------- | --------------- | --------------- | --------------- | --------------- | --------------- | --------------- | --------------- |
| Джерело: Погода и климат |                 |                 |                 |                 |                 |                 |                 |                 |                 |                 |                 |                 |                 |

## Історія
- 18 січня 1881 — аул Асхабад захоплено військами Російської імперії.
- 1881 — засноване місто Асхабад.
- 10 червня 1881 — у складі Російської імперії утворена Закаспійська область із центром в Асхабаді.
- 26 грудня 1897 — Закаспійська область входить до Туркестанського краю.
- 1917 — прихід радянської влади.
- 11—12 липня 1918 — Асхабадський бунт, повалення радянської влади.
- 9 липня 1919 — захоплення міста Червоною Армією.
- 17 липня 1919 — Асхабад перейменовано на Полторацьк на честь більшовицького діяча, комісара Павла Полторацького (1888—1918).
- 7 серпня 1921 — Полторацьк стає центром Туркменської області.
- 27 жовтня 1924 — скасована Туркменська область, створена Туркменська РСР зі столицею в Полторацьку.
- 1924 — Полторацьк стає центром Полторацького округу.
- 1927 — Полторацьк перейменовано на Ашхабад, Полторацький округ — на Ашхабадський.
- 6 листопада 1948 року — місто вщент зруйновано внаслідок дії Ашхабадського землетрусу.
- 1939—1959, 1973—1988 — Ашхабад — центр Ашхабадської області.
- 1992 — Ашхабад перейменовано на Ашгабат.

## Адміністративний поділ
Місто поділяється на 6 етрапів (станом на червень 2016 року):
- Абаданський (створений у травні 2013 року)
- Арчабільський (створений у лютому 2015 року)
- Багтиярлицький (до травня 2013 року — імені Президента Ніязова)
- Беркарарлицький (до травня 2013 року — Азатлицький)
- Копетдазький
- Рухабатський (створений у травні 2013 року)

## Особливості забудови міста
Місто забудоване за прямокутною схемою планування в поєднанні з радіальною. В часи Російської імперії більшість будинків були одноповерховими з сирцевої цегли, з плоскими земляними дахами. За роки радянської влади місто було реконструйоване і впорядковане, але землетрус 1948 року зруйнував Ашгабат. Відбудова провадилася з урахуванням сейсмічності 1—3-поверховими житловими та громадськими будинками. Створено нові парки, сквери з фонтанами та басейнами. Серед нових споруд відзначаються вокзал, драмтеатр, будинок ЦК КП Туркменістану та інші. В Ашгабаті діє університет, Академія наук Туркменістану, медичний, сільськогосподарський інститути, 9 середніх навчальних закладів, 3 театри, філармонія, 4 музеї.

## Транспорт
Залізничний вузол (станції Гипджак, Ашгабат). Аеропорт. Повітряне сполучення з Москвою, Києвом, Баку, Ташкентом, Бішкеком, Душанбе та обласними центрами Туркменістану.

## Промисловість
У місті розвивається машинобудування і металообробка, хімічно-фармацевтична, скляна, легка (бавовняна, шовкова, взуттєва, килимарська та ін., працює на місцевій сировині), харчова промисловість.
Головними підприємствами легкої промисловості станом на 1950-ті роки у місті були:
- шовкомотальна (союзного значення), прядильно-ткацька, трикотажна, швейна, взуттєва, меблева фабрики;
- м'ясо- і борошномельний комбінати,
- макаронна, кондитерська, тютюнова фабрики;
- винно-горілчаний завод; металообробні заводи:
- тепловозоремонтний, ремонту і виробництво сільськогосподарського інвентаря, заводи будматеріалів, 2 склозаводи.

Поліграфкомбінат, кінофабрика.

## Наука та культура
Академія наук Туркменістану, 8 вишів, 4 театри.
У місті є історико-культурний заповідник «Ніса».

### Музеї
- Музей образотворчих мистецтв
- Музей історії
- Історико-краєзнавчий музей

## Галерея

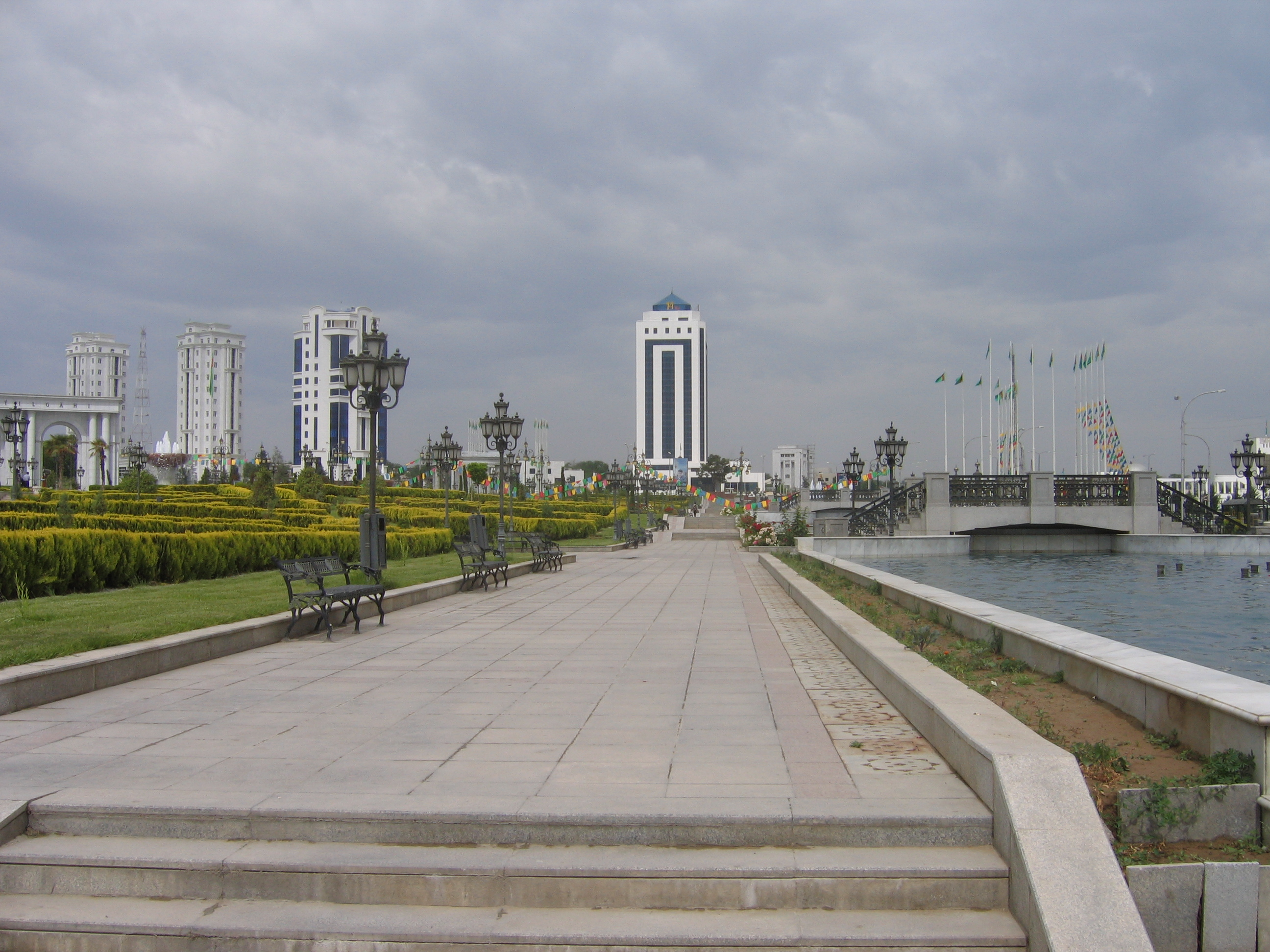
Міський парк
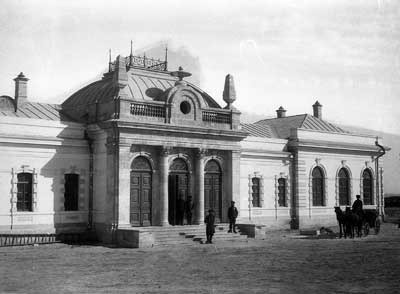
Вокзал, 1901
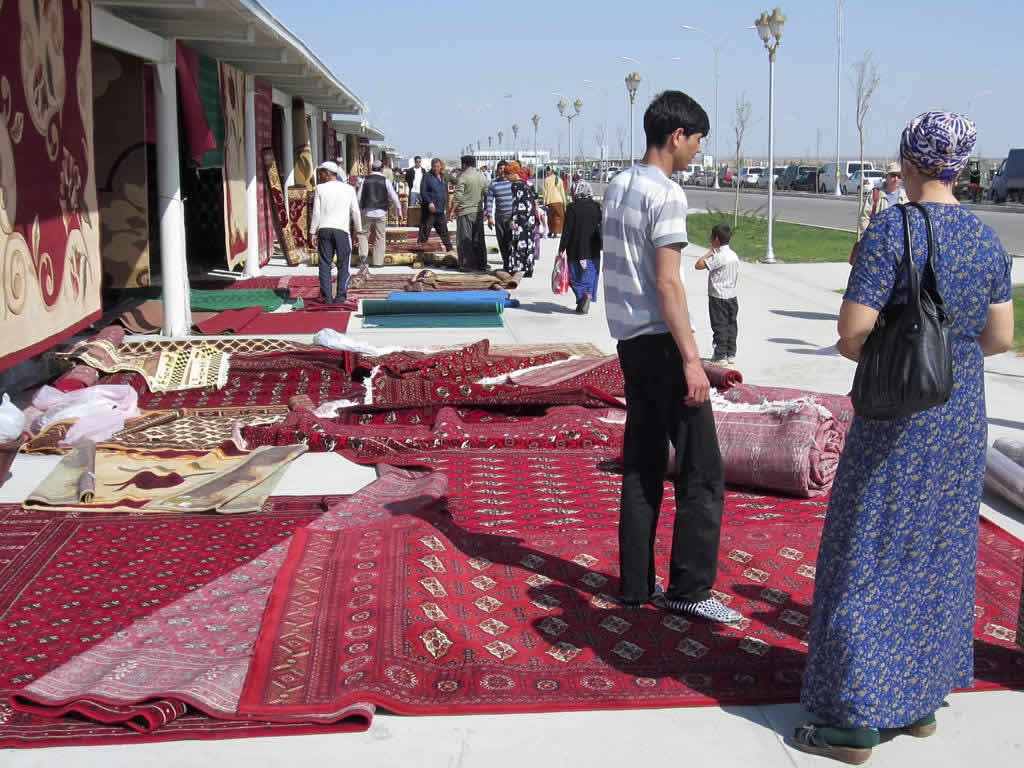
Базар килимів
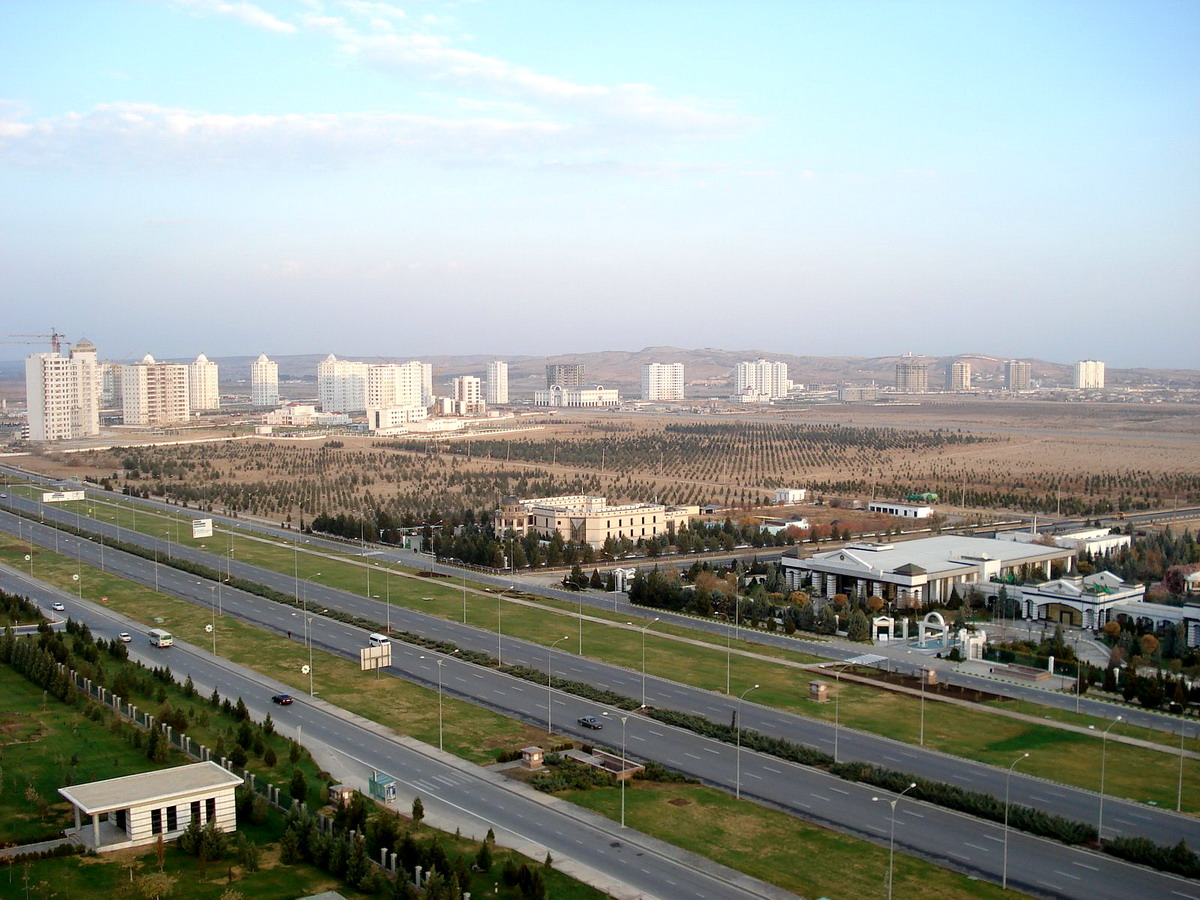
Сучасні шосе
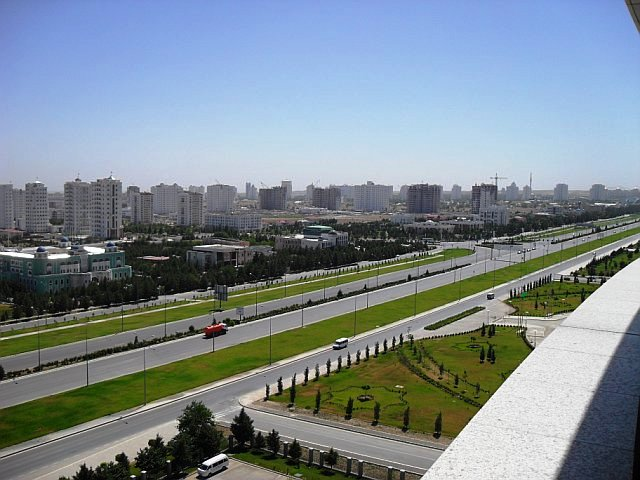
Шосе
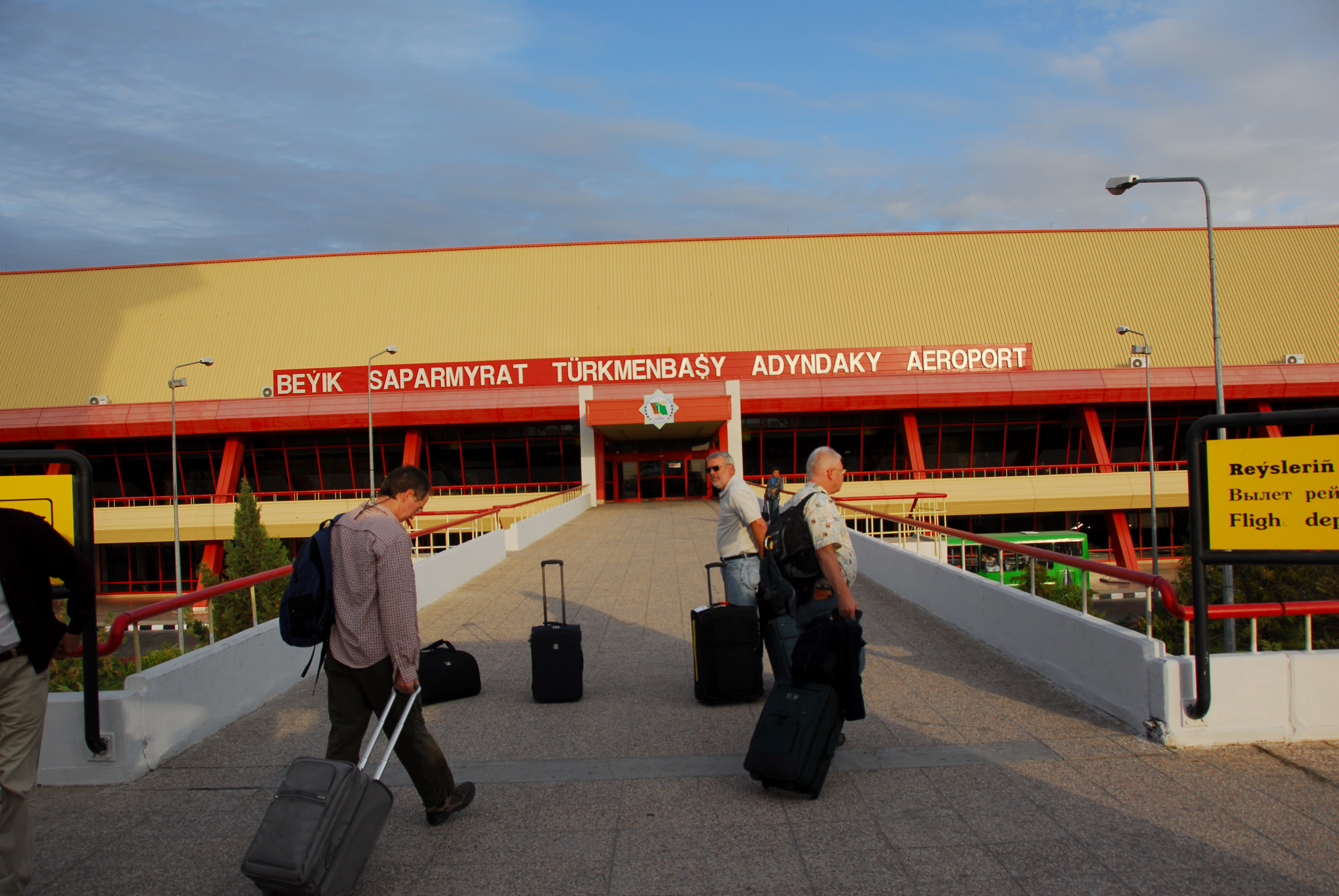
Летовище
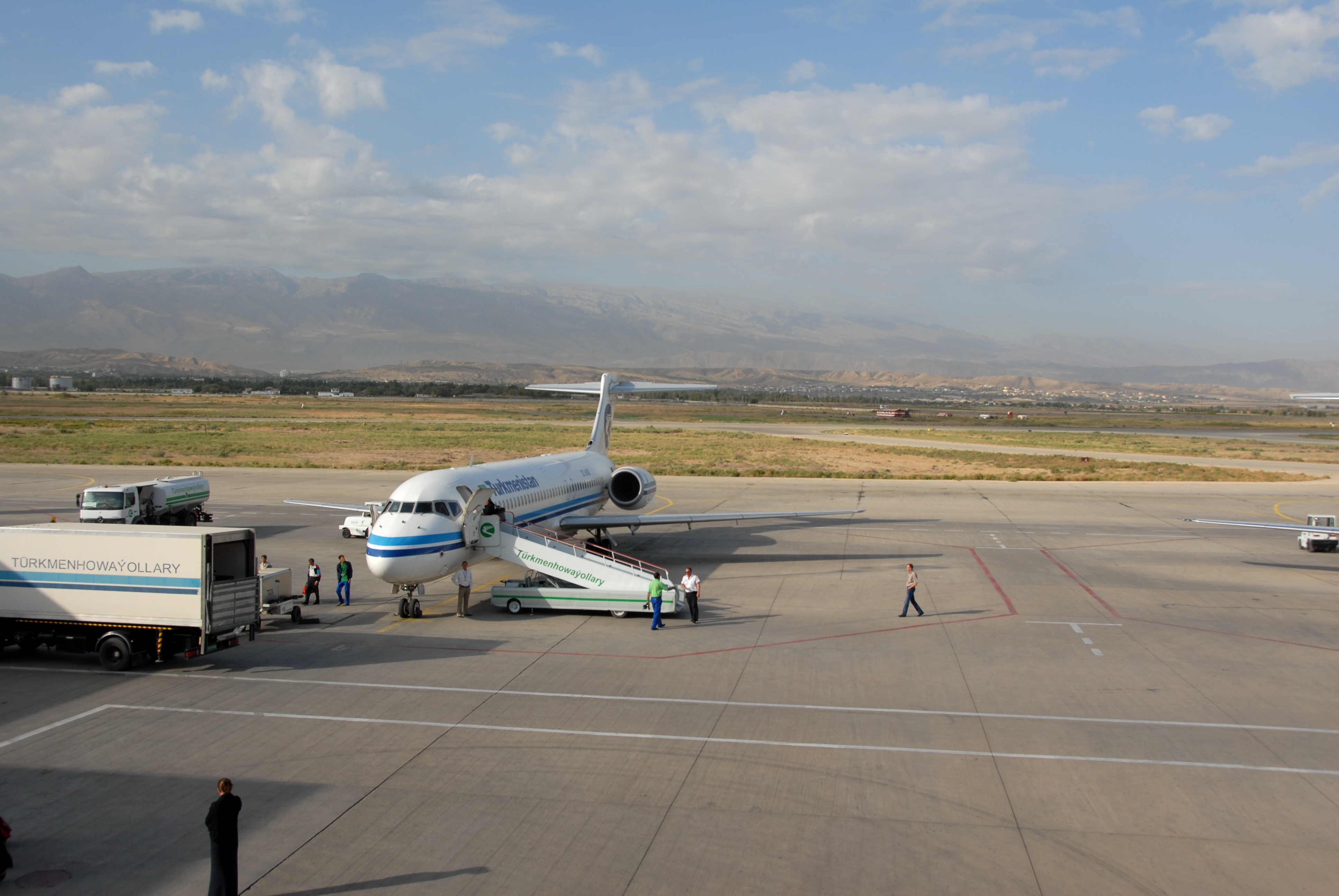
Летовище, 2008
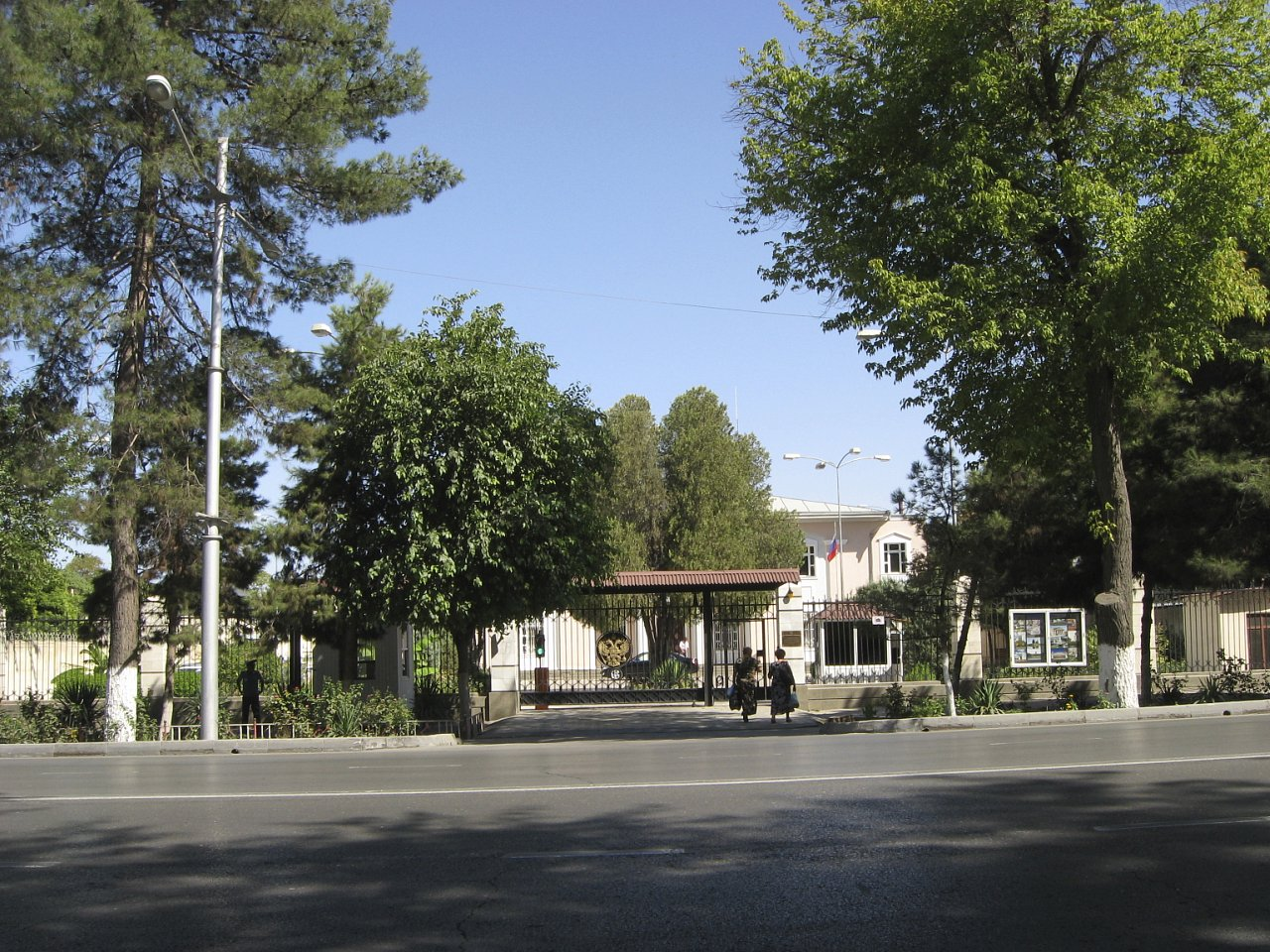
Російське посольство
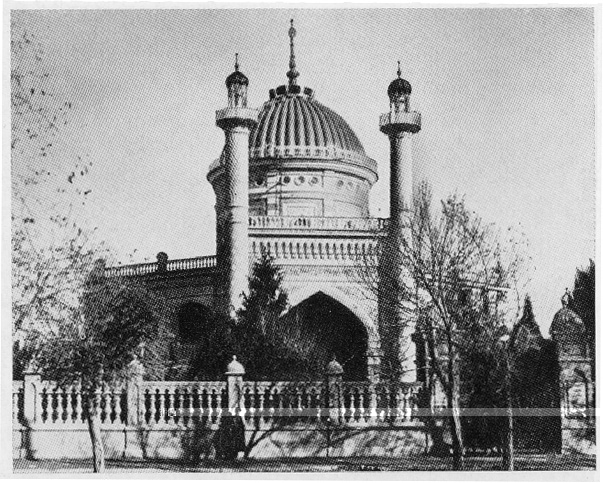
Храм бахаїв, 1912
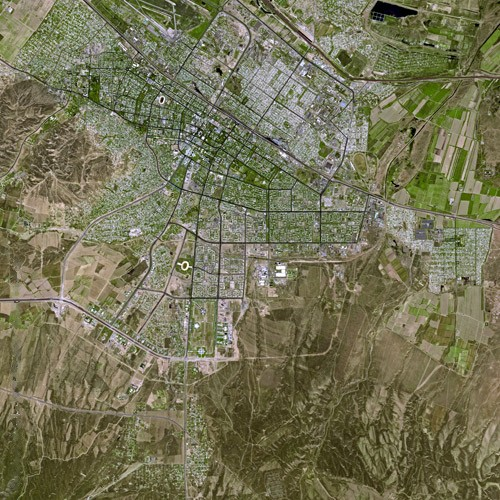
Знімок з космосу
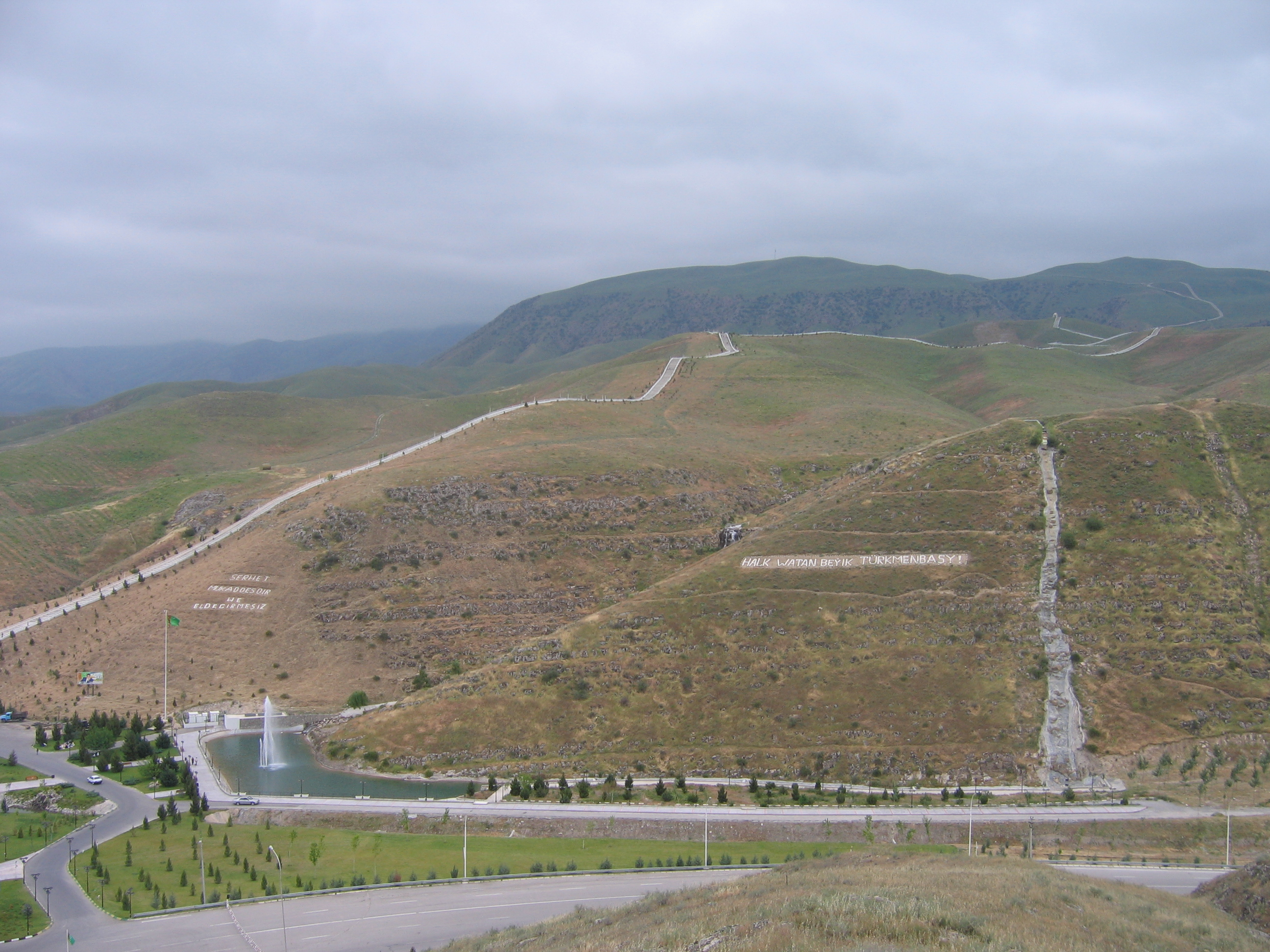
Serdaryň Saglyk Ýoly
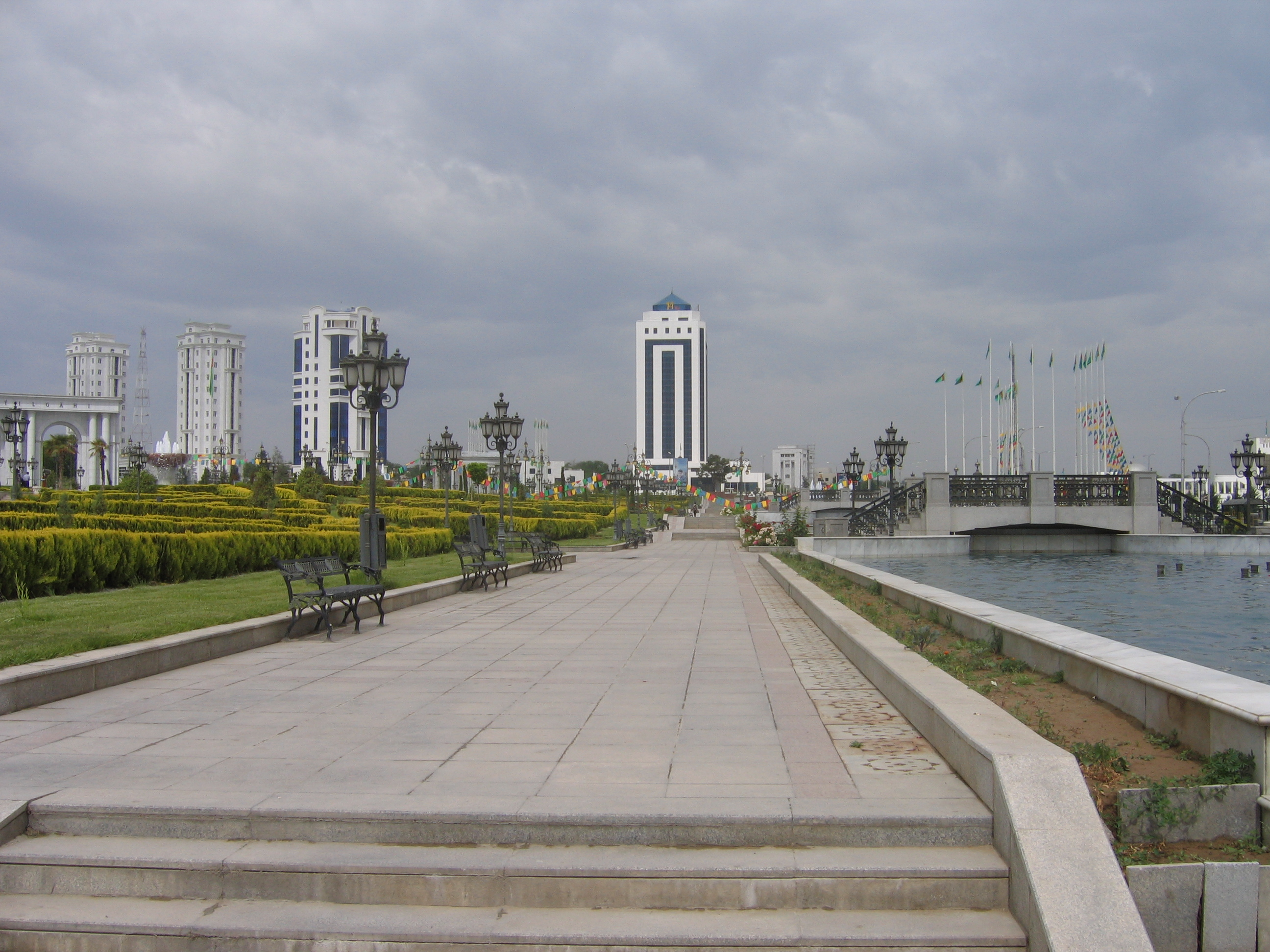
Обрій
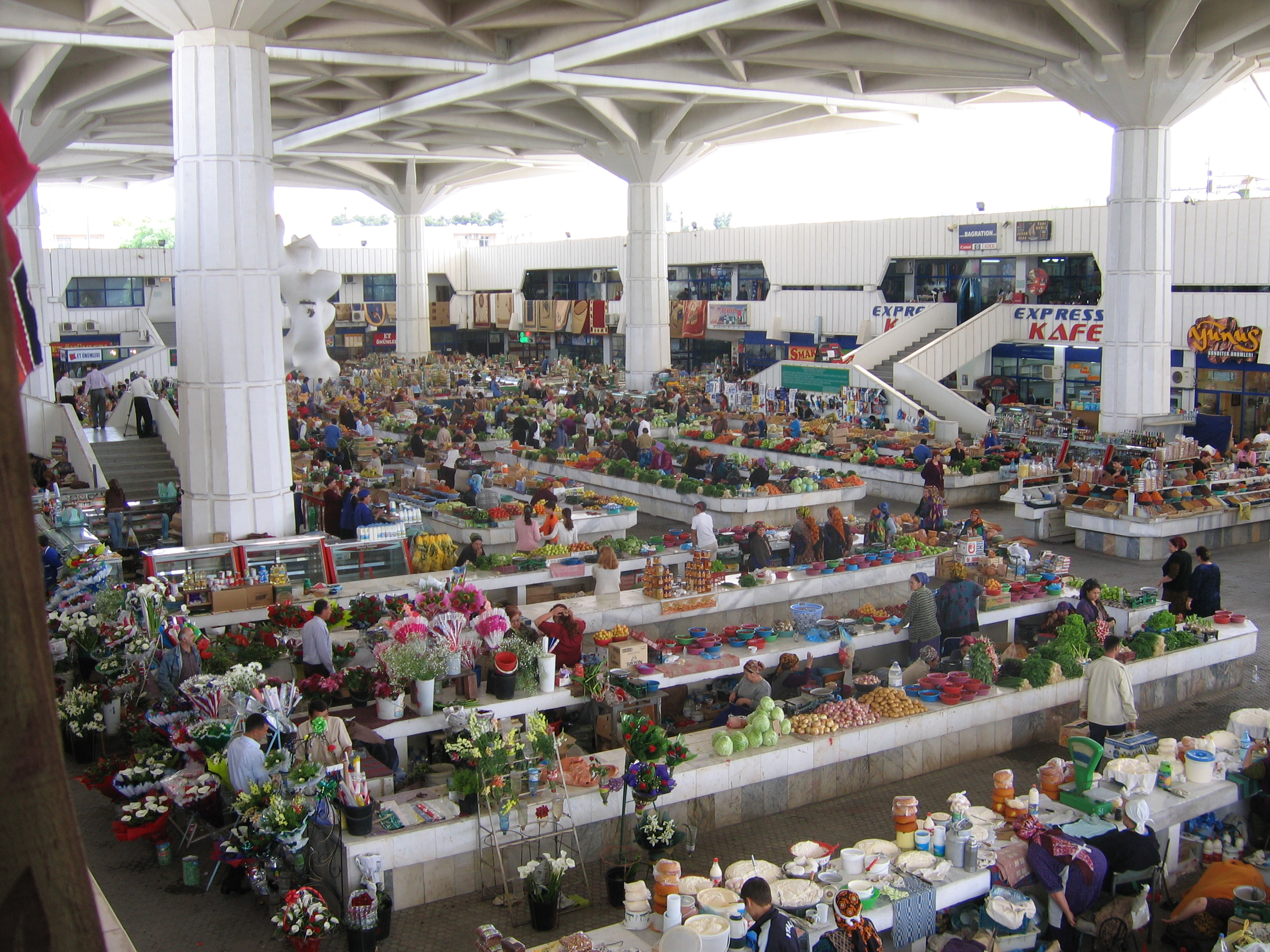
Базар

## Міста-побратими
- Анкара, Туреччина.
- Альбукерке, Нью-Мексико, США.
- Київ, Україна[1][2]